# Сенек-Сумский район
Сенек-Сумский район — единица административного деления Адаевского уезда Киргизской АССР, существовавшая с марта 1921 года по сентябрь 1922 года.

## Административное устройство
Сенек-Сумский район был образован в составе Адаевского уезда 3 марта 1921 года. Всё население района было кочевым, поэтому постоянного административного центра район не имел. В район входило 4 волости: 6-я Адаевская, 7-я Адаевская, 8-я Адаевская, Али-Баимбетовская. 9 сентября 1922 года район был упразднён, а входившие в него волости отошли в прямое подчинение Адаевскому уезду.